# Ratibida
Genre
Ratibida est un genre de plantes à fleurs de la famille des Asteraceae d'origine nord-américaine,. 

## Dénominations
Les membres du genre sont communément appelés en anglais prairie coneflowers,, ou mexican-hat.

## Liste d'espèces
Ce genre possède sept espèces,,, : 
- Ratibida coahuilensis B. L. Turner - Mexique (État de Coahuila)
- Ratibida columnifera (Nutt.) Wooton & Standl. - Canada, États-Unis, Nord-Est du Mexique
- Ratibida latipalearis E. L. Richards - Mexique (État de Chihuahua)
- Ratibida mexicana (S.Watson) WMSharp - Mexique (États de Chihuahua, de Coahuila et de Sonora)
- Ratibida peduncularis ( Torr. & A.Gray) Barnhart - États-Unis (Louisiane et Texas)
- Ratibida pinnata (Vent.) Barnhart - pinnate prairie coneflower - Canada (Ontario), Est et centre des États-Unis (principalement Grands Lacs et vallée du Mississippi)
- Ratibida tagetes ( E.James ) Barnhart - short-ray prairie coneflower -  Mexique (État de Chihuahua) et les États-Unis (désert du sud-ouest, ouest des Grandes Plaines)

## Systématique
Le nom correct complet (avec auteur) de ce taxon est Ratibida Raf..
La date de création diffère selon les sources mais Plants of the World Online considère qu'il s'agit de 1818.
Ratibida a pour synonymes :
- Lepachys Raf.
- Obeliscaria Cass.
- Obelisteca Raf.